# Courtney Lawes
Courtney Linford Lawes (23. února 1989, Hackney) je ragbista hrající převážně na pozici rváčka za anglický klub Northamphton, s kterým v roce 2014 a 2024 vyhrál anglickou ligu. V sezoně 2024-25 bude hrát za francouzský klub CA Brive a po 17 letech odejde z Northamptonu.
S reprezentací Anglie získal 2.místo na MS 2019, 3.místo na MS 2023 a vyhrál s ní třikrát Six Nations (2016,2017,2020). Zúčastnil se MS 2011 až MS 2023. V roce 2017 a 2021 byl součástí Britských a irských lvů. Reprezentační premiéru zažil v listopadu 2009 proti Austrálii. První pětku za Anglii položil v listopadu 2016 proti Jihoafrické republice. V sezoně 2024-25 bude hrát za francouzský klub CA Brive a po 17 letech odejde z Northamptonu.